# Глухой Лиман
Глухой Лиман или Мелкий Лиман — озеро в пойме Днепра, расположенное на территории Херсонского района (Херсонская область, Украина). Площадь — 2,2 км². Тип общей минерализации — пресное. Происхождение — пойменное. Группа гидрологического режима — сточное.
Расположено в границах Нижнеднепровского национального природного парка.

## География
Длина — 2,5 км, ширина наибольшая — 1 км. Глубина наибольшая — 1,5 м. Прозрачность — около 1 м. Котловина вытянутая с запада на восток. Берега низменные, заболоченные.
Глухой лиман расположен в пойме Днепра между Днепром и Конкой (Казачьелагерной Конкой) — севернее села Казачьи Лагери. В озеро впадают и вытекают протоки (в том числе ерик Уступ), которыми озеро сообщается с Днепром и Конкой (Казачьелагерной Конкой). Протоками сообщается с другими озёрами, например, Глубоким Лиманом. Озёра и протоки Днепра образовывают речные острова. На берегах озера нет населённых пунктов.
Питание за счёт водообмена с Днепром и Конкой. Температура воды летом достигает 24–26 °C. Зимой замерзает. Дно устлано слоем чёрного или тёмно-серого сапропелевого ила с примесями детрита.

## Природа
Берега и водное зеркало озера зарастает прибрежно-водной (тростник обыкновенный, рогоз узколистный, виды рода ивы, различные кустарники) и водной (многокоренник обыкновенный, ряска малая, роголистник погружённый, реликтовые —сальвиния плавающая, альдрованда пузырчатая, болотноцветник щитолистный) растительностью.
Водятся карась, лещ, судак.
Встречается краснокнижные виды гигантский ктырь, ходулочник, четырёхполосый лазающий полоз, виды рода прудовые цапли.